# 京終站
京終站（日语：／ Kyōbate eki */?）是位於奈良縣奈良市南京終町，屬於西日本旅客鐵道（JR西日本）櫻井線（萬葉Mahoroba線）的車站。此站以難讀站名而知名。站名取自於日本奈良時代的首都平城京 (外京) 的南邊位置。

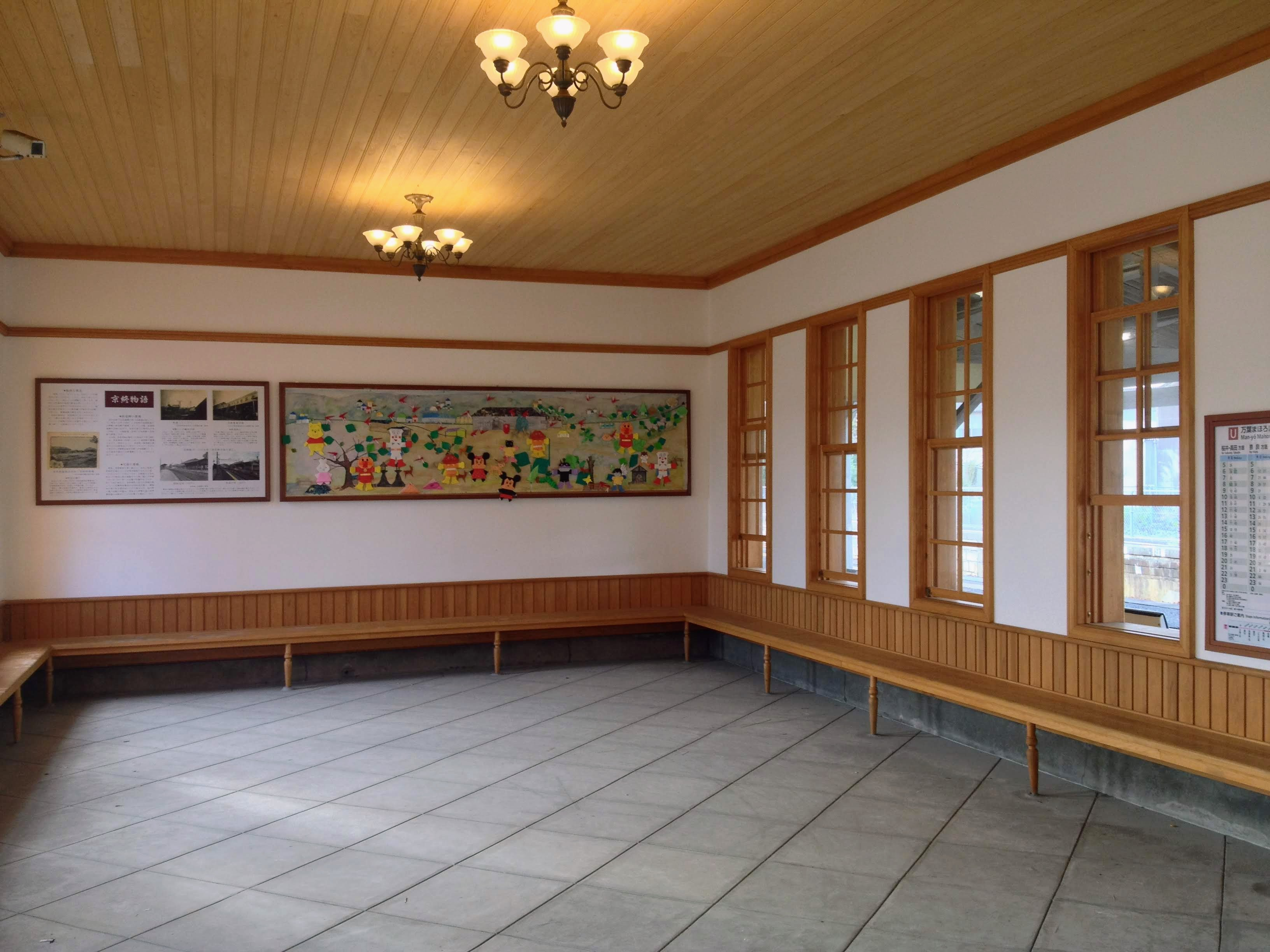
車站內部(2018年9月)

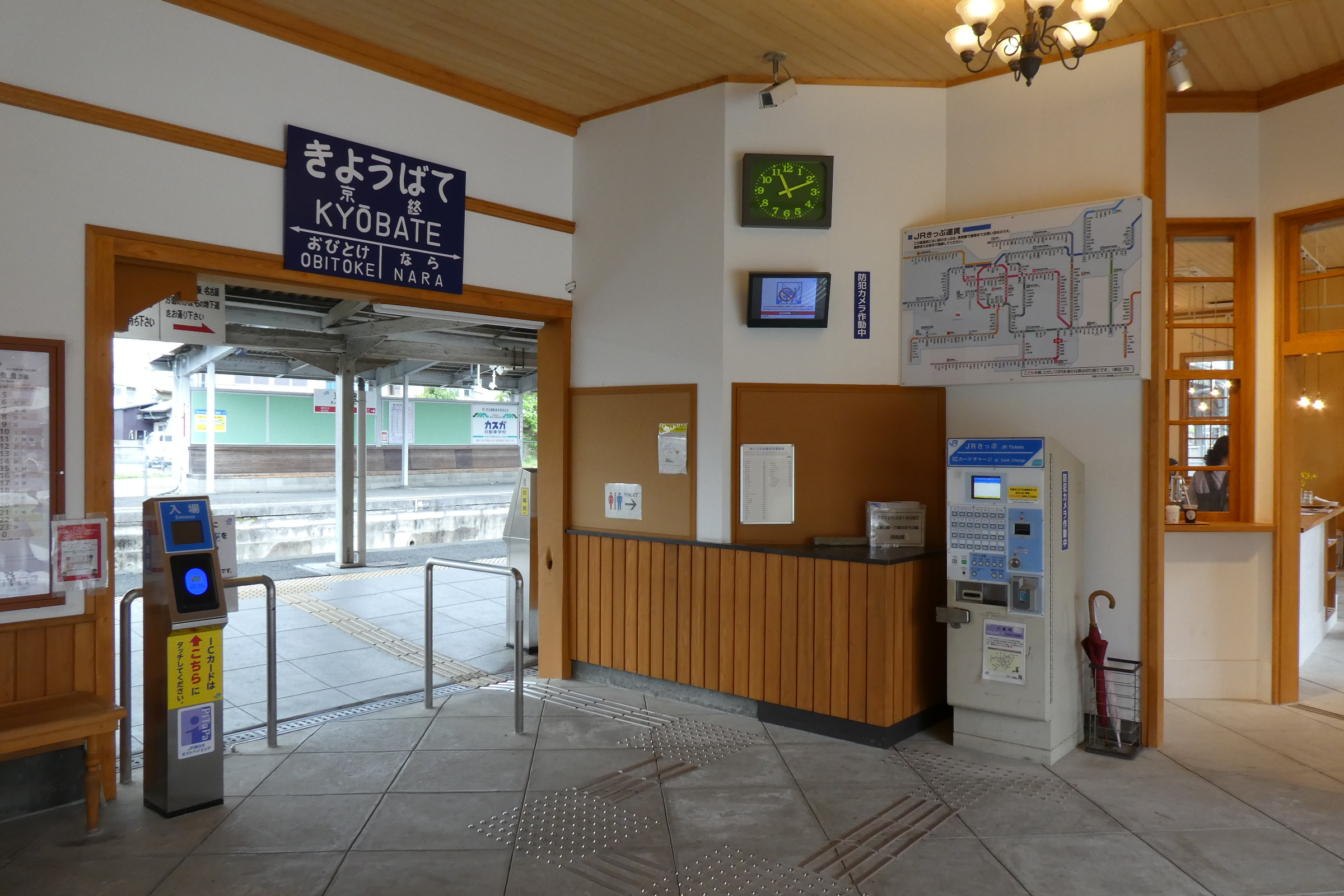
驗票口(2019年4月)

## 歷史
本站原本是櫻井線前身初瀨鐵道時代建設。在1894年（明治27年）7月，奈良至櫻井之間得到建設鐵路許可，在1897年（明治30年）8月開始動工。但在同一地區內讓一間小型鐵路公司獨立存在並不符合公共利益，因此有議論認為應該與京都至奈良之間正在建設中的奈良鐵道合併。在1897年（明治30年）4月25日，初瀨鐵道和奈良鐵道簽定合併書，在8月6日許可合併。在10月1日，建設工程由奈良鐵道繼承。在1898年（明治31年）5月11日，京終至櫻井之間開通。京終站於同日啟用，在建設車站時，車站用地取自在奈良町居住的乾德三郎，提供了面積7反的土地。
後來工程繼續向奈良站一方建設。在1899年（明治32年）1月20日，與大阪鐵道和關西鐵道簽定合同關於連接奈良站。在2月11日（奈良市史中指出是3月11日）起，在奈良和京終之間開設了貨物運送業務。在10月14日開設旅客業務，該日正式開通。
在1919年（大正8年），開設了行李專用的索道，名為「奈良安全索道」，連接京終站與奈良市小倉町之間。當時運送了名產天然凍豆腐（高野豆腐）、蔬菜、木炭和木材。在1951年（昭和26年）奈良安全索道廢止。
近年此站成為奈良市以及奈良町以南的玄關口，並變成一個新的觀光據點。

### 復原工程
本站的木製站房自1898年（明治31年）啟用以來便已設置。在2017年（平成29年），站房由JR西日本無償轉讓給奈良市，而奈良市接收後對站房進行復原工程。在2018年（平成30年）3月9日第一期工程完成，候車室開始使用，並於2019年（平成31年）1月完成整個復原工程。現今站內設有觀光詢問處開始服務。

### 年表
- 1898年（明治31年）5月11日 - 奈良鐵道（日语：奈良鉄道）京終至櫻井開通，此站啟用[1]。
- 1899年（明治32年）10月14日 - 奈良鐵道此站至奈良站之間開通，成為中途站[1]。
- 1905年（明治38年）2月7日 - 關西鐵道與奈良鐵道合併，成為關西鐵道車站[1]。
- 1907年（明治40年）10月1日 - 鐵路國有化（日语：鉄道国有法），成為帝國鐵道廳車站[1]。
- 1909年（明治42年）10月12日 - 制定路線名稱，成為櫻井線車站[1]。
- 1918年（大正7年） - 奈良安全索道開始使用[6]。
- 1951年（昭和26年） - 奈良安全索道廢止[6]，改用貨車運送。
- 1984年（昭和59年）10月20日 - 隨著櫻井線CTC化，成為無人車站[9]。
- 1987年（昭和62年）4月1日 - 伴隨國鐵分割民營化，車站由西日本旅客鐵道（JR西日本）營運[1]。
- 2005年（平成17年）3月1日 - 此站開始可以使用IC卡「ICOCA」。設置IC卡專用簡易閘機。
- 2010年（平成22年）3月13日 - 制定路線愛稱為「萬葉Mahoroba線」。
- 2017年（平成29年） - 建於明治31年的車站大樓，從JR西日本無償轉讓給奈良市。奈良市開始進行復修工程[7]。
- 2018年（平成30年）
  - 3月9日 - 候車室（第1期工程）竣工。候車室開始使用[6]。
  - 8月 - 咖啡廳、社區空間（第2期工程）竣工。
- 2019年（平成31年/令和元年）
  - 1月 - 觀光廁所翻新（變成多功能廁所），站前廣場工程和觀光詢問處工程（第三期工程）竣工[10]。整個復修工程完成。
  - 2月23日 - 觀光詢問處舉行開幕典禮。設置了JR西日本首座設有社區站長的車站，同時舉行了委託儀式，奈良市旅遊特別大使委員會舉行了儀式[8][11]。
  - 6月 - 候車室處設置了鋼琴[12]。

## 車站構造
本站是地面車站，設有1面2線的島式月台。站房位於下行（天理、櫻井方向）月台側。兩月台之間設有行人隧道連接。另外設有數條側線用作停泊維修路軌車輛。鄰接站房處的下行月台設有側線。有一段時期JR西日本大阪事業所於站內販賣花苗。
此站是由王寺鐵道部管理的無人車站，可使用ICOCA（與其互相使用的IC卡）。站內設有近距離專用自動售票機、ICOCA等IC卡出入閘機。此站沒有普通車票專用的自動閘機。而京終站的木製站房在1898年（明治31年）啟用時便已設置。站房在2018年（平成30年）完成復修工程，總面積為145.28平方米。

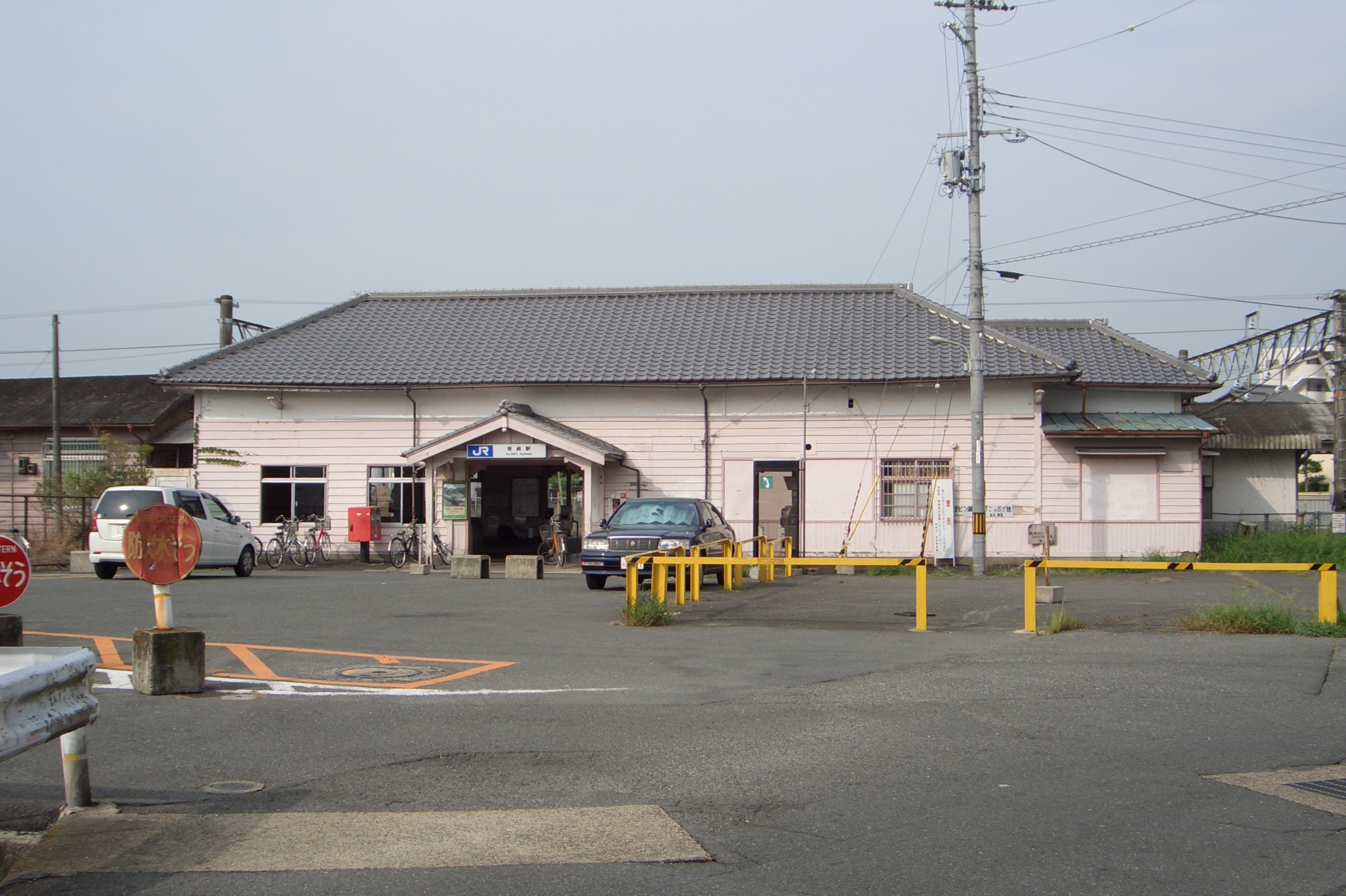
翻新前的站房（2008年）
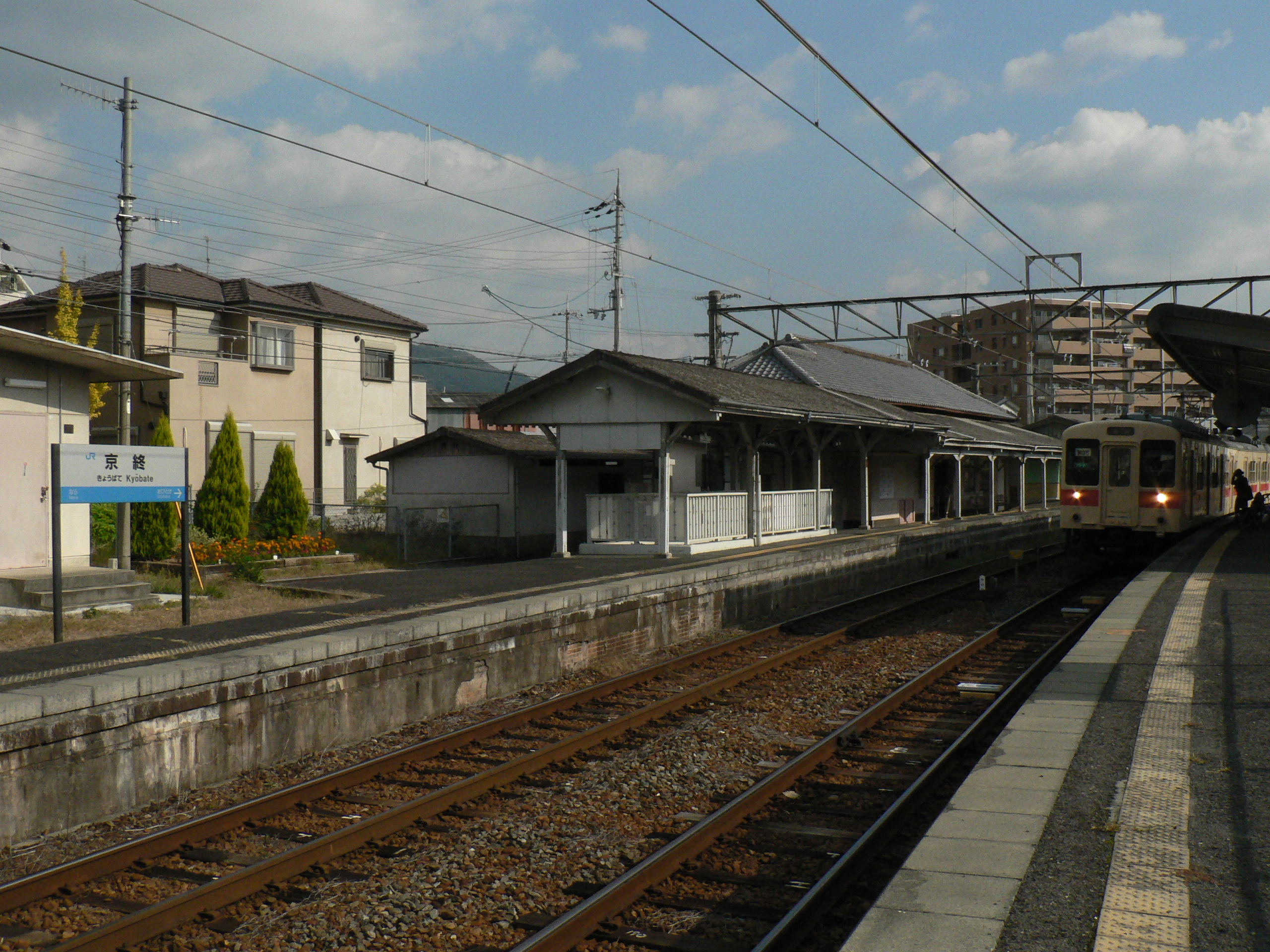
京終站月台與105系電動列車。右邊為上行奈良方向月台。（2012年）
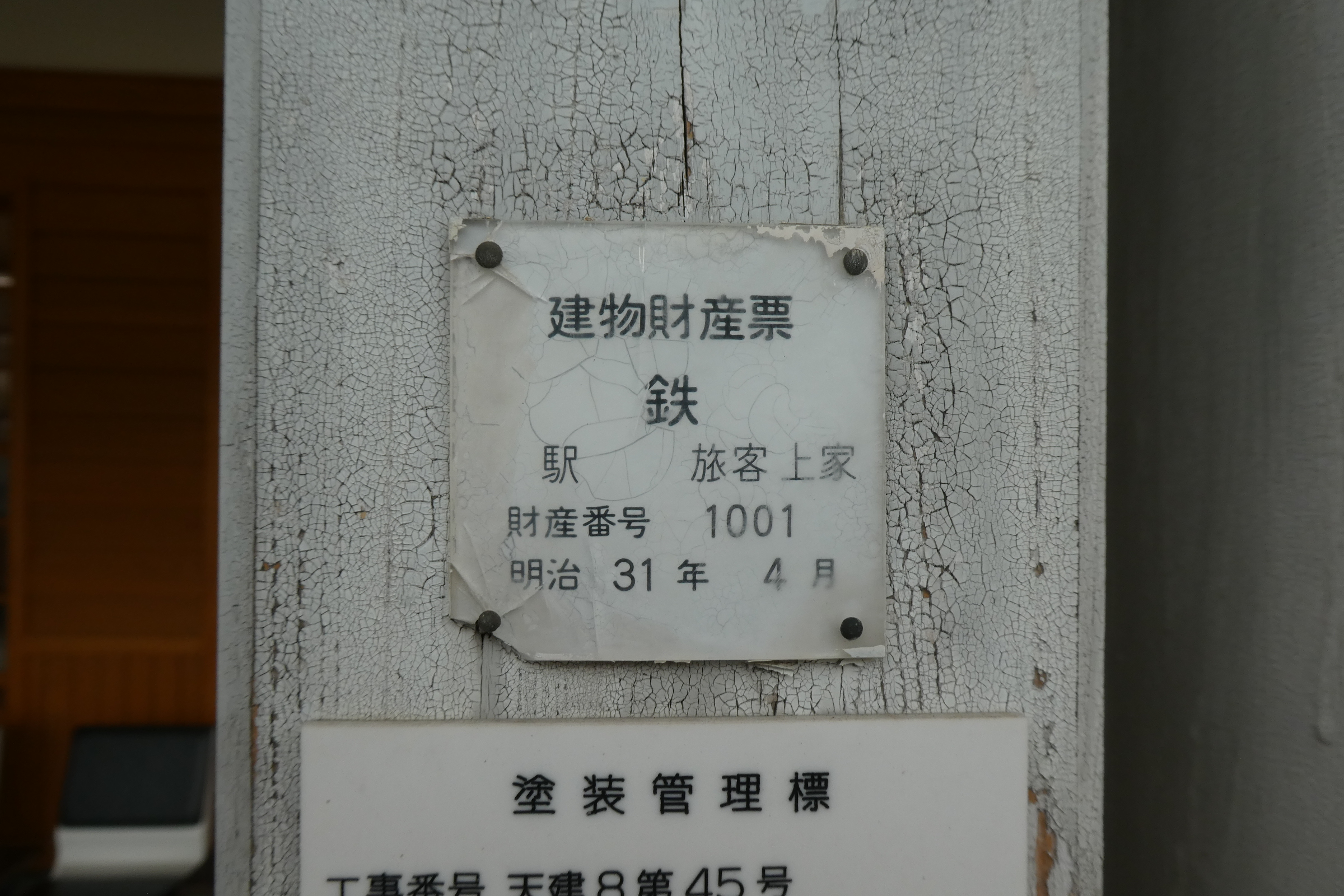
標示為明治31年4月的建物財產票。固定在車站大樓的屋柱。

### 月台
| 月台         | 路線           | 上下行 | 方向           |
| ------------ | -------------- | ------ | -------------- |
| 車站大樓一方 | 萬葉Mahoroba線 | 下行   | 天理、櫻井方向 |
| 車站大樓對面 | 萬葉Mahoroba線 | 上行   | 奈良方向       |

- 上述的路線名稱是使用旅客資訊上的名稱（愛稱）。
- 在資訊上，由於沒有月台編號，車站自動廣播中「○號月台」部分會以「此月台」表示。

## 使用狀況
根據「統計奈良」，以下為近年一日平均乘車人次列表：
| 年度   | 1日平均 乘車人次 |
| ------ | ---------------- |
| 2000年 | 536              |
| 2001年 | 530              |
| 2002年 | 500              |
| 2003年 | 497              |
| 2004年 | 477              |
| 2006年 | 494              |
| 2007年 | 503              |
| 2008年 | 521              |
| 2009年 | 517              |
| 2010年 | 576              |
| 2011年 | 587              |
| 2012年 | 594              |
| 2013年 | 603              |
| 2014年 | 637              |
| 2015年 | 702              |
| 2016年 | 702              |
| 2017年 | 701              |
| 2018年 | 723              |
| 2019年 | 740              |

## 車站周邊
車站位於奈良市中心南端位置。現時車站附近的市區都名為「京終」。在舊天理街道一方設有住宅區，曾經該處為物流的據點，有許多公司總部和工場，奈良運輸分局在2004年10月8日前也位於該處。現時附近設有一些汽車經銷商商店。
- AEON Town大安寺（日语：イオンタウン大安寺）（THE BIG Express（日语：ザ・ビッグ）大安寺店）
- 草竹混凝土工業總部
- 吳竹（日语：呉竹）總部
- 米利（日语：コメダ）奈良中央店（關西地區首間分店）
- 奈良町
- 元興寺文化財研究所（日语：元興寺文化財研究所）（曾經為帝蓄（日语：テイチク）總部。後來在1989年4月至2011年5月之間成為松下AVC磁盤服務總部工場）
- 奈良市立看護專門學校（日语：奈良市立看護専門学校）
- 日本郵便 奈良京終郵局

## 相鄰車站
西日本旅客鐵道
 萬葉Mahoroba線（櫻井線）
■快速（經高田站直通大和路線）、■普通
奈良－京終－帶解

## 注腳
1. 1 2 3 4 5 6 7  曾根悟（監修）. 朝日新聞出版分冊百科編集部（編集） , 编. . 週刊朝日百科. 42号 阪和線・和歌山線・桜井線・湖西線・関西空港線. 朝日新聞出版. 2010-05-16: 23 （日语）.
2. 1 2 3  《奈良市史 通史編4》p.146
3. 1 2  《日本鉄道史 中編》p.477
4. ↑  在1920年路線延伸至針，翌年延伸至小倉，路線全長17公里。動力應該是電氣。
5. ↑  針テラス情報館「奈良安全索道跡 （页面存档备份，存于）」（2014年2月1日）／新聞奈良之聲「大和高原と奈良つないだリフトの再現模型に関心　市美術館､近代の奈良紹介 （页面存档备份，存于）」（2015年11月3日）　現在的模型於大和高原民俗資料館 （页面存档备份，存于）展示。
6. 1 2 3 4 5 6  奈良市にぎわい課.  (PDF). 2018-02-26  [2018-03-11]. （原始内容存档 (PDF)于2018-03-11） （日语）.
7. 1 2  奈良新聞2018年3月4日1面
8. 1 2   (PDF). 観光経済部 奈良町にぎわい課. 2019-01-30  [2019-07-29]. （原始内容存档 (PDF)于2019-07-13） （日语）.
9. ↑  . 鐵道公報 (日本國有鐵道總裁室文書課). 1984-10-19: 4 （日语）.
10. ↑  . 鉄道ファン. 2019-01-30  [2019-07-29]. （原始内容存档于2021-11-18） （日语）. 外部链接存在于|title= (帮助)
11. ↑  . 奈良經濟新聞. 2019-03-01  [2019-07-29]. （原始内容存档于2021-10-02） （日语）.
12. ↑  . 產經新聞. 2019-06-17  [2019-07-29]. （原始内容存档于2019-07-29） （日语）.
13. ↑  奈良市統計書「統計なら」 （页面存档备份，存于）（日語） - 奈良市

## 外部連結
- 京終｜車站資訊：JR出門網 - 西日本旅客鐵道（日語）